# 熊本市立西原小学校
熊本市立西原小学校（くまもとしりつ にしばるしょうがっこう）は、熊本県熊本市東区新南部（しんなべ）三丁目にある公立小学校。

## 沿革
- 1966年（昭和41年） - 熊本市立託麻原小学校、熊本市立帯山小学校より分離し開校

## 歴代校長
- 1966年（昭和41年） - 初代校長
- - 第  代校長 樋口輝代
- 2006年（平成18年） - 校長 西照夫

現在は西方こういち
が校長をしている。

## 委員会
- 企画委員会
- 生活委員
- 安全委員
- 音楽委員
- 体育委員
- 代表委員会
- 放送委員
- 公報・掲示委員会
- 保健委員会

## クラブ活動

### 運動部
- 野球部
- サッカー部
- 男子バスケット部
- 女子バスケット部
- 剣道部
- 水泳部
- 女子バレー部

### 文化部
- 音楽部

## 校区
- 熊本市立西原中学校

## 学校周辺
- 東海大学熊本キャンパス